# C.F. Jarl
Carl Frederik (Frits) Jarl (født Jørgensen) (1. august 1872 i København, død 25. januar 1951 i Birkerød) var en dansk ingeniør og erhvervsmand, bror til maleren Axel Jarl og billedhuggeren Viggo Jarl (alle brødre tog navneforandring til Jarl i 1901).
C.F. Jarl var søn af konferensråd Vilhelm Jørgensen og hustru Anna f. Plenge. Faderen havde sammen med G.A. Hagemann overtaget Øresund's chemiske Fabriker og gjort virksomheden til en succes. Jarl blev student fra Metropolitanskolen 1890 og cand.polyt. 1895. Han blev ansat ved Øresunds chemiske Fabriker samme år og var på studierejse i Amerika 1896-97.
Han var direktør for A/S Øresund's chemiske Fabriker 1902-11, eneansvarlig indehaver af samme, oprettede et kommanditselskab ved C.F. Jarl, 1912-43, derefter formand for bestyrelsen og adm. direktør for Øresund's chemiske Fabriker A/S. Han var medlem af Bestyrelsen for Kryolitselskabet Øresund A/S 1939 og adm. direktør for samme 1939-48.
Jarl blev præget af sin tilknytning til C.F. Tietgens og Hagemanns kreds, både i egenskab af Tietgens hustrus brodersøn og i kraft af sin opvækst i denne kreds. Han ledede danske kryolitindustri med både teknisk og merkantil dygtighed og skrev dens historie i jubilæumsskriftet Fabrikken Øresund 1859-1909 (1909).
Jarl var medlem af bestyrelsen for Dansk Ingeniørforening 1910-15 og 1911 blev han medlem af Industriforeningens repræsentantskab og af Industrirådet, var dettes næstformand 1923—27 og formand for dets Eksportudvalg 1915-21. Jarl udførte i krisesituationen under 1. verdenskrig et meget betydeligt arbejde inden for Industrirådet, bl.a. som formand for Smøreolieudvalget, Fedtstofudvalget og Sæbeudvalget, medlem af Erhvervenes Fællesudvalg og Industrirådets Studiekommission.
Han var også medlem af bestyrelsen for G.A. Hagemanns Kollegium 1908-37, formand i Statens Eksportkreditudvalg 1922-29, medlem af bestyrelsen for A/S Burmeister & Wain's Maskin- og Skibsbyggeri 1909-33, formand 1928-33, medlem af Akademiet for de Tekniske Videnskaber og af Kommissionen for videnskabelige Undersøgelser i Grønland 1942. Jarl blev Ridder af Dannebrog 1909, Dannebrogsmand 1920, Kommandør af 2. grad 1929 og slutteligt Kommandør af 1. grad.
Derudover havde han et væld af tillidsposter: 1914-19 var han medlem af bestyrelsen for
Skandinavisk-amerikansk Petroleums Akts., 1915-17 formand i bestyrelsen for Dansk Flisefabrik, 1915-18 medlem af Kulbureauets bestyrelse, 1916-23 medlem af bestyrelsen for De forenede Skotøjsfabrikker og derefter for Ballin & Hertz; 1915-21 var han medlem af Statens Kulfordelingsudvalg, 1919-28 medlem af bestyrelsen for Aarhus Oliefabrik, 1919-22 medlem af bestyrelsen for Teknologisk Institut, 1919-33 af Privatbankens bankråd, 1922-33 var han medlem af De Danske Sukkerfabrikkers Bestyrelse. 1919-29 var han medlem af bestyrelsen for Alex. Foss' Industrifond, de sidste fire Aar som formand. Jarl ydede også selv et betydeligt filantropisk arbejde, bl.a. som medlem af det engelske Røde Kors' komité og har selv stiftet C.F. Jarls Industrifond, hvis renter årligt blev uddelt af Industrirådet (nu DI) samtidig med renterne af Alex. Foss' Industrifond.
Han var gift med Nanni Wilhjelm, f. 8. marts 1895, datter af maleren Johannes Wilhjelm og hustru Johanne Marie f. Kløcker. Han boede i Rosenvænget.
Der findes et barneportræt af Jarl malet af Herman Siegumfeldt fra 1880. Maleri af G.F. Clement 1921.